# Charles Oliveira
Charles Oliveira da Silva, (født 17. oktober 1989 i Guarujá i Brasilien) er en brasiliansk MMA-udøver der siden 2010 har konkurreret i organisationen Ultimate Fighting Championship.

## Baggrund
Oliveira blev født i Guarujá i São Paulo i Brasilien og begyndte at træne Brasiliansk Jiu-jitsu i en alder af 12, hvor han vandt sin første store titel som hvidbælte i 2003.

### Ultimate Fighting Championship
I januar 2010, blev Oliveira udnævnt som det 3. bedste brasilianske håb man skulle holde øje med i 2010, ifølge Sherdog.
Oliveira skrev herefter kontrakt med UFC og fik sin debut Darren Elkins. Denne kamp skulle oprindeligt have fundet sted på The Ultimate Fighter: Team Liddell vs. Team Ortiz Finale, men blev i stedet sat på UFC Live: Jones vs. Matyushenko på grund af visaproblemer. Oliveira besejrede Elkins via submission (armbar) efter 41 sekunder i 1. omgang. Oliveira blev hurtigt taget ned af Elkins, men forsøgte hurtigt en triangle choke, før han gik over i en an armbar og tvang Elkins til at give op. Submission-sejren gav ham Submission of the Night-prisen.
Oliveira skulle have mødt Joe Lauzon den 19. november 2011 på UFC 138. Men Oliveira mødte i stedet Donald Cerrone den 14. august, 2011 på UFC on Versus 5, hvor han erstattede en skadet aul Taylor. Han tabte kampen via TKO (slag) ved 3:01 i 1. omgang.
Oliveira mødte Frankie Edgar den 6. juli, 2013 på UFC 162, hvor han tabte via enstemmig afgørelse. Begge kampere fik Fight of the Night-prisen for deres præstation.
Oliveira mødte Jeremy Stephens den 12. december, 2014 på The Ultimate Fighter 20 Finale. Han vandt via enstemmig afgørelse.
Oliveiramødte Anthony Pettis den 27. august, 2016 på UFC on Fox 21. Efter en tæt kamp submittede Pettis, Oliveira i 3. omgang med en guillotine choke.
Oliveira mødte Clay Guida på UFC 225, hvor han erstattede en skadet Bobby Green. Han vandt via guillotine choke submission i 1. omgang. Sejren gav ham sin 5. Performance of the Night bonus.